# むらなが吟
むらなが吟（むらながぎん、1957年（昭和32年）2月20日-）は、日本の音楽家である。 岐阜県下呂市出身。

## 略歴
母親がギターを弾いていた事で、幼い頃から音楽に触れる環境で育つ。10代でキャバレーのバンドに参加。19歳で陸上自衛隊入隊。軽音楽同好会を立ち上げ、バンド活動を始める。この頃、老人施設への慰問で童謡を歌い、自分の歌で人が涙することを経験。童謡「シャボン玉」に秘められた意味を知り童謡・唱歌に魅了され、歌いはじめる（自衛隊は2任期4年で除隊）。
20代からコンサート「JAPAN SUPER SESSION」をプロデュース。数々のコマーシャルソング・イメージソング等を手掛ける。
2000年度より、愛知国際放送「120Proof」名古屋観光ホテルジャルダンより公開生放送のラジオパーソナリティを1年間務める。この「120proof」はラウンジあるいはバーの雰囲気を前面に出した公開生放送で、出演者がお酒を堪能したり、本日のカクテルの紹介のコーナーがあった。ZIP-FMのFiera ZIP Cornerは観客は外からガラス越しに見るのに対し、ジャルダンでは放送日当日にRADIO-iのブースをセットしたため、観客はiJを間近で見ることができた。同年、ドキュメンタリー番組「ブルースに生きて」放送。
2001年渡米。グレッグ・オールマンバンド、スライ&ザ・ファミリー・ストーンのメンバーらとサンフランシスコにてレコーディング。エンジニアにエアロスミス、MR. BIG等を手掛けるトム・サイズが参加。帰国後ミニアルバム「No Name Blues」発売。同年度より、NHK-FM放送「FMトワイライト」のパーソナリティを4年間務める。
2003年、岐阜県下呂市門和佐区に現存する国指定有形民俗文化財「白雲座」の音響効果に魅了されこの歌舞伎小屋で童謡・唱歌曲集「吟の星」を合宿レコーディング。
2006年ツインボーカルユニット「ZI-VA（シーヴァ）」結成。2007年3月よりZI-VA「白雲座」合宿レコーディング、5月、童謡・唱歌アルバム「家路」発売。同年10月「白雲座」へのZI-VAによるお礼コンサートを開催し、このコンサートのドキュメンタリー番組放送。
2010年4月、奈良県「法華寺」光明皇后様1250回忌法要にて奉納コンサート。10月、12作目のCDオリジナル集「のんびり行きましょう」・初DVD「むらなが吟コンサートIN白雲座」を同時発売。
2011年東日本大震災後7月、岩手県釜石市のコンサートにて被災者のおばあさんと出逢い、もう一度そのおばあさんに歌を届けるため、2012年3月11日より43日間の「名古屋〜釜石　徒歩1,000km歌い旅」を決行。
2013年【日本縦断 徒歩 3,600km歌い旅】を決行。前年の1,000km歌い旅で福島県を通過した際、身内のひとりが福島第一原発の復旧作業員として働いていた。当時の報道されない真実、政府への不信。自分の足で生の声を伝えようと日本縦断3,600km徒歩歌い旅を決意。3月11日「日本最北端」北海道宗谷岬を吹雪の中徒歩にて出発。8月18日「本土最南端」真夏の鹿児島県佐多岬到着。161日間で3600Kmを無事歩ききり、沖縄を含め43箇所でライブを行った。
2017年【60歳　歩いて日本一周　歌い旅】を決行。二度の歩き旅の経験と還暦記念で、歩いて日本一周ライブツアーに挑戦。自らの60歳の誕生日（2017.2.20）、真冬の北海道稚内市を出発。約1年半、歩いた距離は1万1千キロ、全県踏破、114会場を巡り、足の指を骨折するなどのトラブルも乗り越え、翌年9月16日に稚内市に到着。

## ディスコグラフィー
1. 「酒飲みのBLUES」(1995年)
2. 「吟いろの恋」ライブ盤(1999年)
3. 「NO NAME BLUES」アメリカレコーディング(2001年)
4. 「BIRTHDAY」限定発売(2002年2月)
5. 「吟の星」（童謡・唱歌曲集）(2003年)
6. 「I LOVE YOU」(2003年)
7. 「ARE」(2004年)
8. 「ちょっとまってくれ」(2005年)
9. 「吟生」ライブ盤(2006年)
10. 「家路」ツインヴォーカルユニット『ZI-VA(シーヴァ)』童謡・唱歌曲集(2006年)
11. 「THE BEST」(2008年12月)
12. 「のんびり行きましょう」(2010年10月)
13. DVD「むらなが吟コンサートIN白雲座」(2010年10月)
14. 「吟魂歌」(2013年10月)
15. 「吟世界」(2015年6月)
16. 「夜明け」（2018年2月）
17. 「人生羇旅（じんせいきりょ）  2019年9月

| スタブアイコン | サブスタブ | この項目は、まだ閲覧者の調べものの参照としては役立たない、音楽関係者（バンド等）に関連した書きかけの項目です。この項目を加筆・訂正などしてくださる協力者を求めています（P:音楽/PJ:芸能人）。 |